# Кастельвенере
Кастельвенере (итал. Castelvenere) — коммуна в Италии, располагается в регионе Кампания, подчиняется административному центру Беневенто.
Население составляет 2615 человек, плотность населения составляет 174 чел./км². Занимает площадь 15 км². Почтовый индекс — 82030. Телефонный код — 0824.
Покровителем коммуны почитается святой Барбат из Беневенто, празднование 19 февраля.